# ملائكة الشيطان (فلم)
ملائكة الشيطان (بالفرنسية: Les Anges de Satan) هو فيلم مغربي أخرجه أحمد بولان سنة 2007.

## بطولة
- يونس ميكري
- إدريس الروخ
- أمل عيوش

## القصة
يتناول الفيلم قصة 14 شابا مغربيا كانت السلطات المغربية قد اعتقلتهم قبيل تفجيرات الدار البيضاء عام 2003 بتهمة الانتماء لعبدة الشيطان في ناد ليلي يملكه مواطن مصري وجهت إليه التهمة نفسها.
وشهدت تلك المحاكمة جدلا إعلاميا وسياسيا وحقوقيا كبيرا انتهى بتدخل الملك في نهاية المطاف وإصدار عفو عنهم وإطلاق سراحهم.

## روابط خارجية
- ملائكة الشيطان على موقع IMDb (الإنجليزية)
- ملائكة الشيطان على موقع ألو سيني (الفرنسية)
- ملائكة الشيطان على موقع أول موفي (الإنجليزية)
- ملائكة الشيطان على موقع فيلمافينيتي (الإسبانية)
- ملائكة الشيطان على موقع قاعدة بيانات الفيلم (الإنجليزية)
- ملائكة الشيطان على موقع ليتربوكسد (الإنجليزية)
- ملائكة الشيطان على موقع كينوبويسك (الروسية)
- (بالفرنسية) Le site officiel du film نسخة محفوظة 9 مارس 2007 على موقع واي باك مشين.
- (بالفرنسية) Blog officiel du film